# Губернатор Астраханской области
Губерна́тор Астраха́нской о́бласти — высшее должностное лицо Астраханской области. Формирует и возглавляет правительство Астраханской области — высший исполнительный орган государственной власти области.

## История

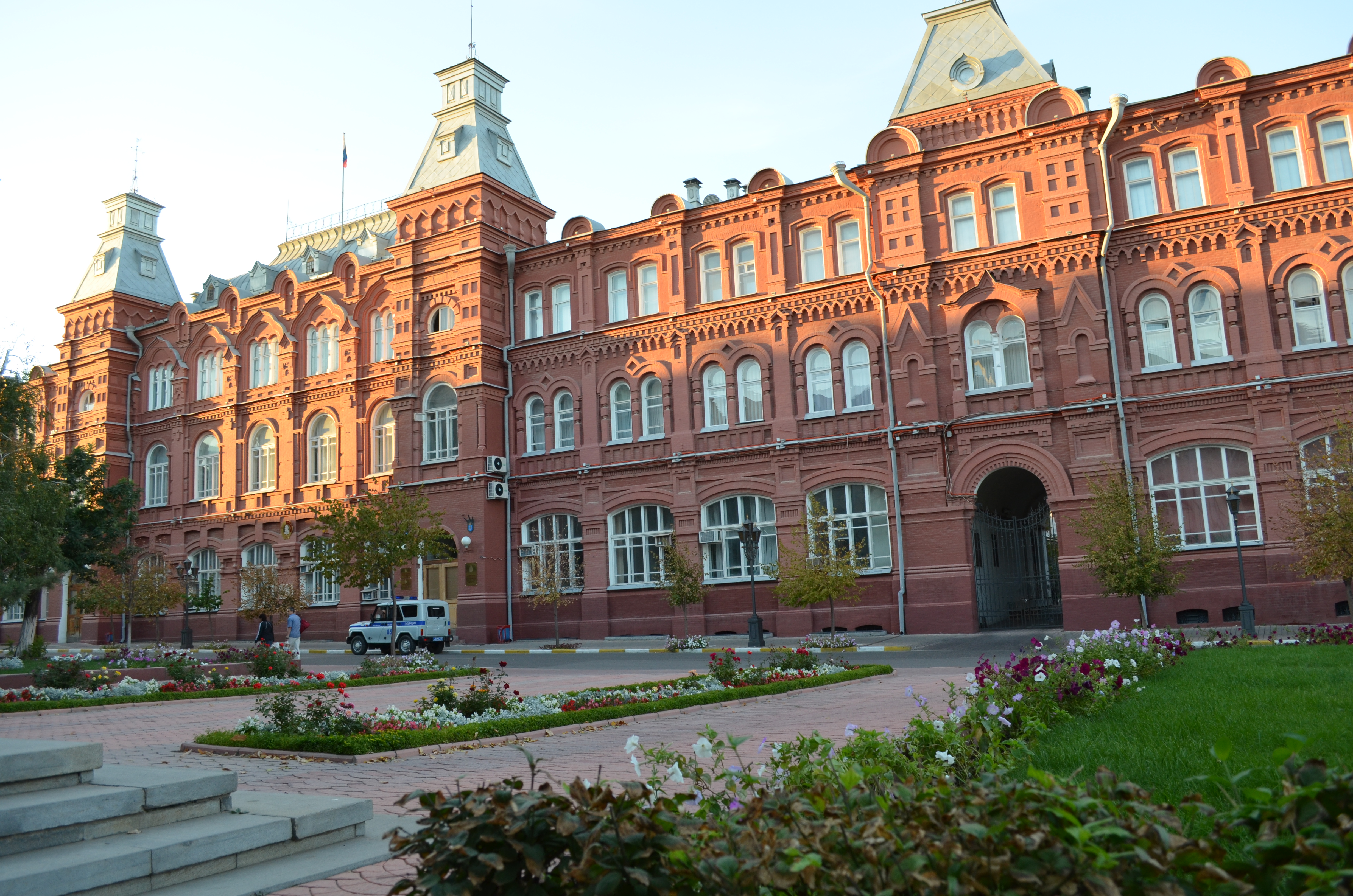
Резиденция губернатора — Здание городских учреждений в Астрахани. В здании также находится правительство области и краеведческий музей.

С конца 1991 года основной механизм легитимации региональных органов государственной власти был связан с популярностью президента Российской Федерации Бориса Ельцина, получившего легитимность в ходе всенародного голосования. В начале кардинальных преобразований у президента России были фактически неограниченные полномочия по формированию исполнительной власти в субъектах Российской Федерации.
Так 28 августа 1991 года указом президента Ельцина был образован новый орган руководства — администрация Астраханской области, а главой администрации назначен Анатолий Гужвин, бывший председатель исполкома областного Совета народных депутатов.
Весной-летом 1996 года прошли перевыборы руководителей трёх регионов, возглавляемых избранными руководителями с 1991 года (Татарстан, Москва, Санкт-Петербург), а в сентябре 1996 года начались выборы глав исполнительной власти в большинстве субъектов Российской Федерации. В Астраханской области выборы губернатора были назначены на 8 декабря. Участвовало лишь два кандидата: действующий глава Анатолий Гужвин (поддержан партиями НДР и Яблоком, но недобрал голосов в ОКС) и Вячеслав Зволинский (депутат Госдумы, выдвинут КПРФ). В первом туре победил Гужвин, набравший 52,45 % голосов. Зволинский набрал 39,79 %. Гужвин был избран на 4 года.
28 марта 1997 года губернатор Гужвин подписал Устав Астраханской области.
Следующие выборы губернатора Астраханской области состоялись 3 декабря 2000 года. Участвовало 3 кандидатов. Снова в первом туре победил Анатолий Гужвин (поддержан Отечеством, Яблоком и СПС) — он набрал 81,52 % голосов. Срок полномочий составлял 4 года.
В мае 2001 года депутат А. Д. Бабушкин предложил внести поправки в Устав, увеличив сроки полномочий главы администрации области и депутатов Астраханского областного Представительного Собрания с 4 до 5 лет. Реализация его предложения позволила бы, по мнению депутата, сэкономить средства на проведение выборов, повысить качество работы депутатов Поправки А. Д. Бабушкина депутаты поддержали.
10 июля 2003 года Госдума Астраханской области приняла закон «О статусе Губернатора Астраханской области».
Летом 2004 года были назначены очередные выборы губернатора Астраханской области — на 5 декабря 2004 года. Одновременно должны были пройти выборы глав муниципалитетов и депутатов в представительные органы местного самоуправления. Официальный старт избирательной кампании был назначен на вторую половину сентября. Однако в августе губернатор Анатолий Гужвин скоропостижно скончался на 59-м году жизни. И. о. губернатора стал первый заместитель губернатора Александр Жилкин. Досрочные выборы Государственная дума Астраханской области не стала переносить и назначила на ранее запланированную дату. И. о. губернатора Жилкин заявил об участии в выборах и, став одним из кандидатов, ушёл в предвыборный отпуск. В связи с этим 3 ноября президент России Владимир Путин назначил временно исполняющим обязанности губернатора Астраханской области Александра Глазкова. В первом туре выборов победил Александр Жилкин, набравший 65,34 % голосов. Срок полномочий составлял 5 лет.
Сразу после избрания Жилкин инициировал реформирование органов исполнительной власти Астраханской области.
В декабре 2004 года по инициативе президента России Владимира Путина избрание высших должностных лиц было заменено на назначение законодательными органами (Государственной думой Астраханской области) по представлению президента Российской Федерации. 2 февраля 2005 года Госдума Астраханской области внесла соответствующие поправки в Устав Астраханской области и региональные законы о выборах.
Весной 2007 года губернатор Жилкин подписал новый Устав Астраханской области.
Полномочия Жилкина истекали в декабре 2009 года. Согласно принятым ранее законодательным нормам, кандидатуры на должность губернатора предлагала президенту РФ партия, имеющая большинство в Госдуме Астраханской области. На тот момент это была «Единая Россия». Партия предложила снова Жилкина, а также его заместителя Константина Маркелова и спикера областной думы Александра Клыканова. При этом наблюдатели не сомневались, что утверждён будет именно действующий губернатор. 30 ноября президент РФ Дмитрий Медведев внёс в Госдуму Астраханской области кандидатуру Жилкина для наделения полномочиями на новый пятилетний срок. 9 декабря депутаты Астраханской областной думы утвердили кандидатуру Жилкина — за это проголосовали все 53 депутата.
В начале мая 2012 года президент России Дмитрий Медведев подписал закон, вернувший в России прямые выборы глав регионов. Закон вступил в силу 1 июня 2012 года.

## Порядок избрания и вступления в должность
Кандидаты выдвигаются самостоятельно или инициативной группой, партией. Кандидат должен быть старше 30 лет. Кандидат не должен иметь вкладов в иностранных банках, расположенных за пределами территории Российской Федерации.
Кандидат должен пройти так называемый «муниципальный фильтр» — собрать подписи муниципальных депутатов в количестве 7 % от их общего числа. Избирательная комиссия Астраханской области проверяет собранные подписи.

## Срок полномочий
Срок полномочий губернатора составляет 5 лет и исчисляется со дня его вступления в должность. Один и тот же человек не может занимать должность губернатора более двух сроков подряд.

## Список губернаторов Астраханской области
| № | Губернатор                          | Срок полномочий                                 | Партийность                     |
| - | ----------------------------------- | ----------------------------------------------- | ------------------------------- |
| 1 | Анатолий Петрович Гужвин            | 28 августа 1991 года — 17 августа 2004 года     | КПСС (до 1991), «Единая Россия» |
| — | Александр Александрович Жилкин врио | 17 августа 2004 года — 3 ноября 2004 года       | «Единая Россия»                 |
| — | Александр Павлович Глазков врио     | 3 ноября 2004 года — 23 декабря 2004 года       | беспартийный                    |
| 2 | Александр Александрович Жилкин      | 23 декабря 2004 года — 26 сентября 2018 года    | «Единая Россия»                 |
| — | Сергей Петрович Морозов врио        | 26 сентября 2018 года — 5 июня 2019 года        | беспартийный                    |
| — | Игорь Юрьевич Бабушкин              | 5 июня 2019 года — 17 сентября 2019 года (врио) | «Единая Россия»                 |
| 3 | Игорь Юрьевич Бабушкин              | с 17 сентября 2019 года                         | «Единая Россия»                 |